# Ivo Bego
Ivo Bego (Split, 23. veljače 1937.), jedan od legendarnih Hajdukovih igrača. Za bili dres nastupao je od 1955. do 1965. i odigrao 253 utakmice, te postigao 14 pogodaka.
Osvojio je Prvenstvo 1955. Obrambeni igrač, poznat po oštrini i hrabrosti. Većinu utakmica odigrao je kao lijevi ili desni bek, ali je na početku karijere u Hajduku igrao centarfora, a u prvu momčad ubacio ga je trener Aleksandar Tomašević koji je naslijedio Jozu Matošića.
Zbog svoje oštrine bio je na glasu kao "cipadur", a dvojicu igrača na jednoj utakmici s Dinamom poslao je s terena pravo u bolnicu, bili su to Ilijaš Pašić (dinamovo krilo) koji je nesretno naletio na njegovu kopačku, i za šta je bio sam kriv, a drugi je Mirko Stojanović, rezervni golman koji je odmah nakon toga Ivu počeo nazivati ubojicom, na što je ovaj odgovorio nokautom pa je Stojanović završio u bolnici s manjim potresoom mozga. 
Ivo Bego je nakon igračke karijere ostao i dalje veliki zaljubljenik u Hajduk. U listopadu 2011. preživio je srčani udar, a tri mjeseca kasnije odlazi čistiti snijeg na Poljud. 2012. godine proslavio je svoj 75 rođendan. Dvojica njegove braće su također hajdukovci Boran zvan Kubala i Zvonko.

## Statistika u Hajduku
Statistika u Hajduku
| Natjecanje        | Nastupi | Zgoditci |
| ----------------- | ------- | -------- |
| Prvenstvo         | 91      | 0        |
| Kup               | 10      | 2        |
| Superkup          | 0       | 0        |
| Međunarodne       | 5       | 0        |
| Splitski podsavez | 0       | 0        |
| Ukupno            | 106     | 2        |
| Prijateljske      | 147     | 12       |
| Sveukupno         | 253     | 14       |

## Golovi Ive Bege
Ivo Bego za Hajduk je odigrao 253 utakmice izabio 14 golova, od čega 2 zgoditka na utakmicama za kup. Svoj prvi zgoditak daje još na svom prvom službenom nastupu 13. rujna 1955., bila je to Kup utakmica (osmina finala) s Budućnosti u Splitu kada nastupa u početnom sastavu, a Hajduk ju je dobio s 4:2 pogocima I. Bege, Vukasa, Vidoševića i jednog autogola.
Drugi zgoditak dao je Zagrebu za četvrtinu finala 2. listopada iste godine, a završilo je s 3:0, ostala dva gola dao je Žanetić.

## Privatni život
Ivo Bego kao igrač od svojih kolega dobio je nadimak Pule, zbog svojih dugačkih nogu. Oženjen je suprugom Biserkom i ima dvoje djece, Katju i Vinka, koje je nazvao prema svojim roditeljima. Po struci je pismoslikar, a ima i završenu srednju Poljoprivrednu školu u Kaštelima, te do umirovljenja s ostalom braćom drži otvoren obrt
Ivo Bego navodi da nikada neće prežaliti dva poništena gola protiv Crvene zvezde, jer je prema sučevoj izjavi dva puta pokosio i Hajdukove i Zvezdine igrače što su prema njemu bili faulovi.

## Begine izjave
- “Volin Zagreb, ali - ne volin Dinama! Za mene postoji samo Hajduk.”
- “Dinamu želin da izgubi svaku utakmicu: i u Hrvatskoj i u Evropi!”.
- “Nije mi bilo mrsko kad je Dinamo ispada iz Lige prvaka!”